# Cộng hòa Siena
Cộng hòa Siena (tiếng Ý: Repubblica di Siena; tiếng La Tinh: Respublica Senensis; tiếng Anh: Republic of Siena) là một nhà nước lịch sử trên bán đảo Ý, lãnh thổ bao gồm thành phố Siena và các vùng đất xung quanh nó ở Toscana, miền Trung nước Ý hiện nay. Nó tồn tại hơn 400 năm, từ 1125 đến 1555. Trong suốt thời gian này, Siena dần dần mở rộng lãnh thổ ra khắp miền Nam Toscana, trở thành một trong những cường quốc kinh tế lớn của thời Trung cổ, và là một trong những trung tâm thương mại, tài chính và nghệ thuật quan trọng nhất ở châu Âu.
Từ năm 1287 đến năm 1355, dưới thời cai trị của Noveschi, nền Cộng hòa đã trải qua một thời kỳ huy hoàng về chính trị và kinh tế: các tòa nhà mới đã được xây dựng, bao gồm cả Nhà thờ chính tòa Siena, Palazzo Pubblico, và một phần đáng kể của các bức tường thành bao quanh thành phố. Trên thực tế, chính phủ này được các nhà sử học đánh giá là "nền quản trị tốt".
Trong Chiến tranh Ý 1551–1559, nước cộng hòa đã bị đánh bại bởi đối thủ của mình là Cộng hòa Florence liên minh với Vương quốc Tây Ban Nha. Sau 18 tháng kháng chiến, Cộng hòa Siena đầu hàng vào ngày 21/04/1555, đánh dấu sự kết thúc của nền cộng hòa.